# Radio Studio 54 Network
Radio Studio 54 Network è un'emittente radiofonica privata italiana con sede a Locri, in Calabria. Le trasmissioni di Studio54network raggiungono in modulazione di frequenza dieci province in cinque regioni del Sud Italia (Messina. Catania, Reggio Calabria, Cosenza, Vibo Valentia, Catanzaro, Crotone, Lecce, Potenza, Salerno).

## Storia
Studio54network nasce il 6 giugno 1985 a Locri da un'idea di Pietro Parretta e Francesco Massara, con Enzo Gatto, Memmo Minniti, Pietro Musmeci, con il nome storico di Radio DJ Club Studio 54.
Nel 1991 è la prima radio calabrese (e una delle prime italiane) ad utilizzare il Radio Data System.
Nel 1994 la messa in onda viene informatizzata.
Dal 1995, grazie all'acquisizione di rami d'azienda di altre emittenti calabresi allarga il suo bacino di utenza sulla Calabria e successivamente sulle regioni adiacenti.
Nel 1997 compie i primi esperimenti di streaming, per la trasmissione sul web, in tecnologia Real Audio.
Nel 1998 cambia il nome in Studio54Network.
Nel 2000 l'allestimento del primo studio mobile Stargate segna l'inizio di trasmissioni dalle piazze delle città.

## Cast

### Staff attuale
- Editore: Francesco Massara.
- Fonici: Giuseppe Romeo, Piero Fiumanò, Vincenzo Macrì, Federico Riefolo, Lorena Mesiano
- Conduttori: Rossella Laface, Alex Albano, Enzo DiChiera, Marika Torcivia, Demetrio Malgeri, Franco Siciliano, Paolo Sia, Mara Rechichi, Luigi Di Dieco, Evelyn Candido, Sharon Bruno, Valentina Caratozzolo
- Responsabile Case Discografiche: Daniela Panetta
- Programmazione Musicale: Francesco D'Augello, Daniela Panetta

### Lo staff del passato
Memmo Minniti, Tommaso Massara, Clementina Parretta, Enzo Gatto, Francesca Ritorto, Pino Martelli, Espedita Rechichi, Sergio Minniti, Gianluca Laganà, Rossana Pedullà, Luciano Procopio, Ugo La Macchia, Paolo Guerrieri, Antonio Lombardo, Rosy Carelli, Giuseppe Galluzzo, Peppe Lentini, Paolo Guerrieri, Chiara Mearelli, Luca Filippone, Enrico Ventrice, Valentina Ammirato, Massimo Apa, Emily e Debora LoGiacco, Barbara Costa, Pasquale Fragomeni, Roberta Rupo, Veronica De Biase, Valentina Geracitano, Francesco Cunsolo, Francesco Parasporo, Antonella Romeo, Eleonora Femia, Rosana e Regina Garofalo, Debora Sainato, Ugo Lully Tommaselli, Pino Trecozzi, Luigi Grandinetti, Eddy ed Ottavia Lombardo, Antony Greco, Sandro Pascuzzo, Giuseppe Evalto, Stefania Morabito.

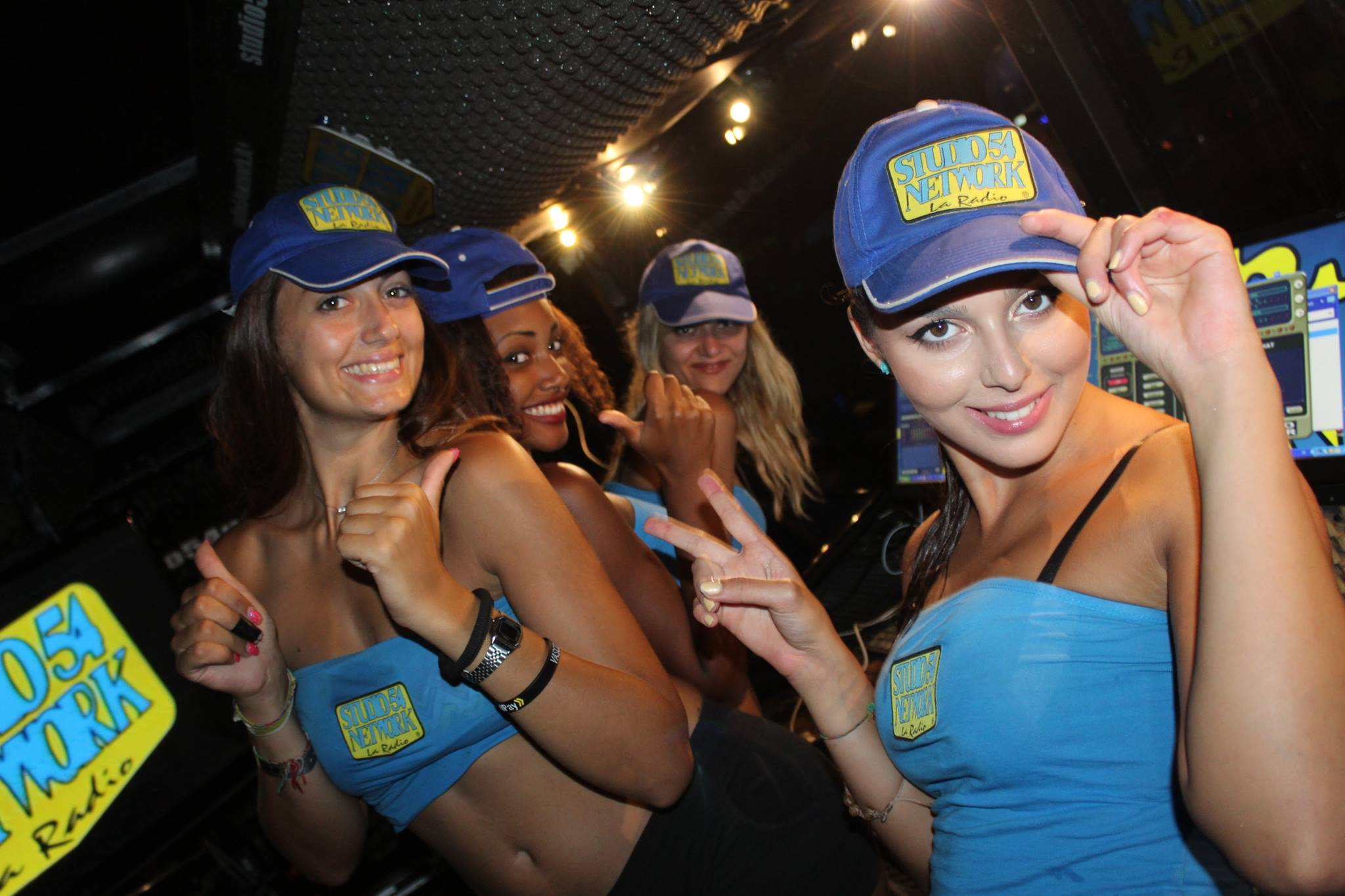
Le "54 Angels", front girl dell'emittente.